# Plectophomella concentrica
Plectophomella concentrica är en svampart som beskrevs av Redfern & B. Sutton 1981. Plectophomella concentrica ingår i släktet Plectophomella, divisionen sporsäcksvampar och riket svampar.   Inga underarter finns listade i Catalogue of Life.